# Józef Antoni Komierowski
Józef Antoni Komierowski herbu Pomian (ur. w 1726 roku – żył jeszcze w 1794 roku) – cześnik inowrocławski w latach 1762–1783, regent kancelarii marszałka wielkiego koronnego, konsyliarz ziemi czerskiej w konfederacji targowickiej, starosta tuczyński i starogrodzki.

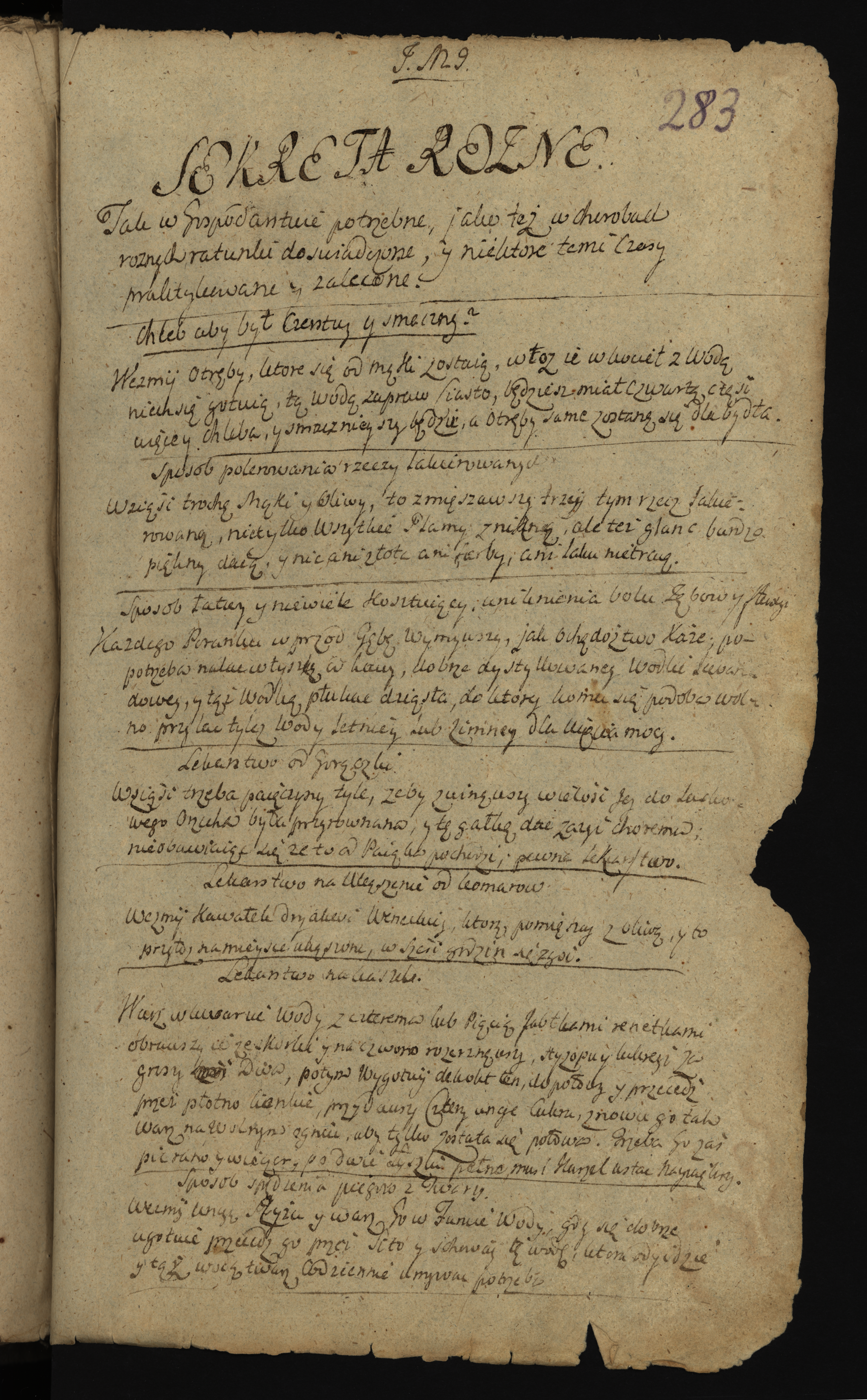
„Sekreta Różne” spisane przez Komierowskiego w 1752

W 1764 roku był elektorem Stanisława Augusta Poniatowskiego z inowrocławskiego. Delegowany przez Radę Zastępczą Tymczasową do ziemi czerskiej w powstaniu kościuszkowskim